# انجمن حسابرسان داخلی ایران
انجمن حسابرسان داخلی ایران تشکلی حرفه‌ای، غیرسیاسی و غیرانتفاعی است که ۴ تیر ۱۳۹۱ با هدف توسعه دانش و حرفه حسابرسی داخلی در ایران از سوی گروهی از افراد حرفه‌ای و دانشگاهی حسابداری ایران راه‌اندازی شد. هم اکنون، علی رحمانی رئیس هیئت مدیره این انجمن است. این انجمن در ۲۷ آذر ۱۳۹۱ نیز موفق به دریافت پروانه فعالیت از کمیسیون ماده ۱۰ قانون احزاب و جمعیت‌های وزارت کشور ایران شد.

## عضویت
طبق اساسنامه، انجمن دارای دو گروه عضو به صورت اصلی و افتخاری است. تا تاریخ ۲۰ آذر ۱۳۹۱، هیئت مدیره انجمن طی سه مرحله در مجموع با عضویت ۸۹۳ تن موافقت کرد.

## انواع اعضای اصلی
طبق اساسنامه انجمن، اعضای اصلی به دو گروه کلی زیر تقسیم می‌شوند:
- حسابرسان داخلی خبره
- دیگر اعضای اصلی